# Relics
Relics ist eine Kompilation der Rockband Pink Floyd, die im Jahre 1971 veröffentlicht wurde. Es enthält eine Zusammenstellung von Songs aus vorhergehenden Alben sowie verschiedene Songs, die vorher noch nicht auf einem Album erschienen waren. Zu diesen gehören die ersten beiden Singles der Band, Arnold Layne, See Emily Play und weiteres Material, die mit dem früheren Bandleader Syd Barrett komponiert und eingespielt worden waren. Weiter ist eine Studioversion des Liedes Biding My Time von Roger Waters enthalten, das von der Band 1969 live als Teil der Suite The Man aufgeführt wurde.
Relics erreichte Platz 32 in den britischen und Platz 152 in den US-Charts.

## Cover
Das Cover ist eine Zeichnung des Drummers Nick Mason, die ein phantasievoll-utopisches Musikinstrument darstellen soll. Dieses Instrument ähnelt grob einer Kirchenorgel, installiert in einem mechanischen Monstrum. Es enthält die Inschrift “A Bizarre Collection of Antiques & Curios”, was als Untertitel des Albums verstanden werden kann. Bei der erstmals 1996 veröffentlichten Version von Relics auf CD ziert das Cover ein nach der originalen Zeichnung angefertigtes Modell.

## Titel
1. Arnold Layne (Barrett) – 2:56 min ∅
2. Interstellar Overdrive (Barrett—Waters—Wright—Mason) – 9:43 min (von The Piper at the Gates of Dawn)
3. See Emily Play (Barrett) – 2:53 min ∅
4. Remember a Day (Wright) – 4:29 min (von A Saucerful of Secrets)
5. Paintbox (Wright) – 3:33 min
6. Julia Dream (Waters) – 2:37 min
7. Careful with That Axe, Eugene (Waters—Wright—Gilmour—Mason) – 5:45 min
8. Cirrus Minor (Waters) – 5:18 min (von More)
9. The Nile Song (Waters) – 3:25 min (von More)
10. Biding my Time (Waters) – 5:18 min (bisher unveröffentlicht)
11. Bike (Barrett) – 3:21 min (von The Piper at the Gates of Dawn)

∅ Mono-Aufnahmen, die elektronisch stereofiziert wurden, um einen Stereoeffekt zu ergeben

## Musiker
- Syd Barrett – Gitarre, Gesang
- David Gilmour – Gitarre, Gesang
- Nick Mason – Schlagzeug, Percussion
- Roger Waters – Bass, Gesang
- Richard Wright – Orgel, Piano, Mellotron, Gesang, Posaune

## Rezeption
Andy Kellman verlieh dem Album in Allmusic viereinhalb Sterne und schrieb, es werde oft übersehen, da es sich bei „Relics“ um eine Compilation und nicht um ein normales Studioalbum handle, doch könne man es als eine der besseren Veröffentlichungen von Pink Floyd betrachten. Es möge vielleicht nicht als klassisches psychedelisches Meisterwerk im Sinne von „The Piper at the Gates of Dawn“ angesehen werden und werde sicherlich nie den mehrfachen Platinstatus von „The Dark Side of the Moon“ erreichen, aber es stelle einen ziemlich guten Einstieg in den frühen Katalog der Band dar. Ein bisschen von allem, was die frühen Pink Floyd ausmache, finde man hier. Ohne Zweifel sei es ein wesentlicher Bestandteil der Diskographie der Band und sollte trotz der Überschneidungen mit Studioalbummaterial nicht außer Acht gelassen werden.

## Kommerzieller Erfolg

### Chartplatzierungen
| ChartsChartplatzierungen       | Höchstplatzierung | Wochen |
| ------------------------------ | ----------------- | ------ |
| Deutschland (GfK)              | 43 (1 Wo.)        | 1      |
| Österreich (Ö3)                | 72 (1 Wo.)        | 1      |
| Vereinigte Staaten (Billboard) | 152 (7 Wo.)       | 7      |
| Vereinigtes Königreich (OCC)   | 32 (8 Wo.)        | 8      |

### Auszeichnungen für Musikverkäufe
| Land/Region                  | Auszeichnungen für Musikverkäufe (Land/Region, Auszeichnung, Verkäufe) | Verkäufe |
| ---------------------------- | ---------------------------------------------------------------------- | -------- |
| Vereinigtes Königreich (BPI) | Gold                                                                   | 100.000  |
| Insgesamt                    | 1× Gold ·                                                              | 100.000  |

Hauptartikel: Pink Floyd/Auszeichnungen für Musikverkäufe